# Androginia

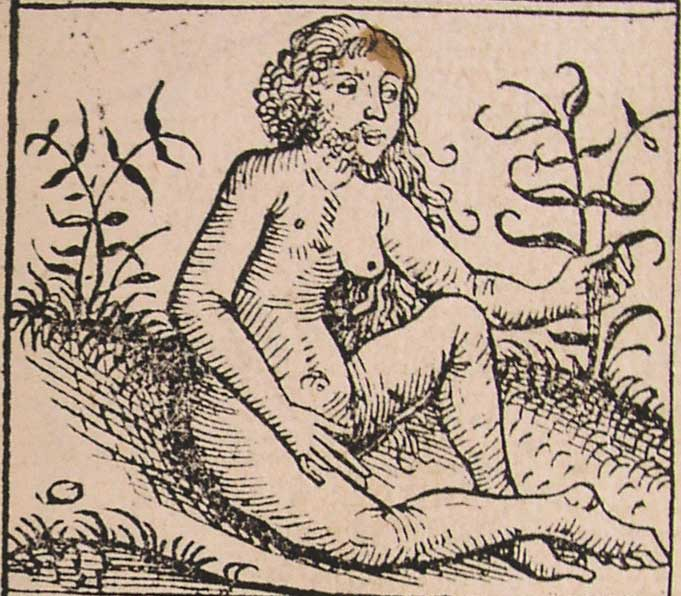
Representación medieval de una persona andrógina, en Crónicas de Núremberg.

La androginia (del griego ἀνήρ, anḗr, «hombre»; y γυνή, gunḗ, «mujer») se refiere a un organismo que tiene características tanto masculinas como femeninas.
Según la Real Academia Española, «andrógino» y «hermafrodita» pueden utilizarse como sinónimos, aunque proporciona para «andrógino» una definición alternativa que especifica: «Dicho de una persona: Cuyos rasgos externos no corresponden definidamente con los propios de su sexo». El andrógino sería, pues, un ser físicamente intermedio, con rasgos sexuales de hombre y de mujer, o bien un hombre o una mujer que no aparenta de forma clara el sexo al que pertenece.

## Origen del término
El término fue mencionado por primera vez por Platón en su obra El banquete, donde había un ser especial que reunía en su cuerpo los sexos masculino y el femenino. Según cuenta el mito, estos seres intentaron invadir el monte Olimpo, lugar donde viven los dioses, y Zeus, al percatarse de ello, les lanzó un rayo que los dividió en varón y mujer. Desde entonces, se dice que el varón y la mujer andan por la vida buscando su otra mitad. En la antigüedad, este mito habría explicado la heterosexualidad y la homosexualidad puesto que según el mito también habría andróginos compuestos por lo que serían dos varones y andróginos integrados por dos mujeres.
En El Banquete, Platón nos relata cómo en otro tiempo existía una clase particular de ser humano que se llamaba andrógino, este ser reunía en sí a los dos sexos: el sexo femenino y el sexo masculino. Los seres humanos tenían formas redondeadas: la espalda y los costados colocados en círculo. Contaban con cuatro brazos, cuatro piernas, dos rostros y una sola cabeza. Tales cuerpos resultaban muy vigorosos y concibieron la idea de combatir a los dioses. Zeus, entonces, planeó un medio para debilitar a los seres humanos: dividirlos en dos. Desde entonces los humanos tuvieron que caminar solo con dos piernas. Hecha esta división, cada mitad hace esfuerzos para encontrar a su otra mitad. Cada uno de nosotros, diría Platón, «no es más que una mitad de ser humano, que ha sido separada de su todo como se divide una hoja en dos».
En el desarrollo de la cultura occidental posterior a la cultura griega, se ha utilizado el mito del andrógino descrito por Platón para justificar la necesidad de complementación psicológica que los varones y las mujeres tienen entre sí. Para establecer una relación de pareja, se llegó a afirmar alguna vez, que un varón necesita a una mujer y una mujer necesita a un varón. Implícita, o explícitamente, se eliminan otras relaciones de pareja: si un varón, por ejemplo, no busca una complementación en una relación con una mujer, se afirmaba en el pasado, le faltaría algo. Y aquí se vuelve a apelar a la necesidad mutua que los varones y las mujeres tienen entre sí señalada por el mito del filósofo ateniense.
La androginia se encuentra en los mitos sobre los orígenes como símbolo de identidad religiosa suprema, de poder absoluto y trascendencia total. Representa la unión de los opuestos, la conjunción mítica de los sexos.  Lo paradójico es que en el mito del andrógino descrito por Platón la clase de andrógino compuesto por un cuerpo de varón y un cuerpo de mujer solo es una de las tres clases que él enumera. El filósofo de Grecia habla además de un andrógino compuesto —antes de la separación— por dos cuerpos de varón. También nos habla de un andrógino compuesto —antes de la separación— por dos cuerpos de mujer. En conclusión: el mito del andrógino que Platón desarrolla supone una explicación, vital y emocional, de las relaciones de pareja tanto heterosexuales, como homosexuales.
Para complementar, en términos misceláneos, en la actualidad muchas veces es posible escuchar teorías que interpretan el amor como una fuerza que empuja a una persona a buscar su complemento psicológico en la relación de pareja con otra persona (su «media naranja» o almas gemelas).

## El mito platónico del andrógino
Platón nos dice que el hombre, si se hubiese percatado en absoluto del poder de Eros, le habría levantado los mayores templos y le haría los más grandes sacrificios. Dice que nuestra antigua naturaleza no era la misma de ahora: antes éramos uno, pero ahora, por nuestra iniquidad, hemos sido separados por la divinidad. En primer lugar eran tres los sexos de las personas, no dos como ahora, masculino y femenino. El andrógino era una cosa sola en cuanto a forma y nombre, que participaba de lo masculino y de lo femenino.
El cuerpo del andrógino era redondo en su totalidad, con la espalda y los costados en forma de círculo. Tenía cuatro manos, cuatro pies y dos rostros perfectamente iguales sobre un cuello circular. Y sobre estos dos rostros, situados en direcciones opuestas, una sola cabeza, además de cuatro orejas y dos órganos sexuales. Caminaba erguido en cualquiera de las dos direcciones pero cada vez que corría, como hacen los acróbatas, hacía volteretas circulares y se movía en círculo apoyándose en sus ocho miembros. Eran tres los sexos; lo masculino descendía del sol, lo femenino de la tierra y el andrógino de la luna, pues esta participa en lo masculino y lo femenino. Por eso eran circulares, por asemejarse a sus progenitores.
Los andróginos eran extraordinarios en fuerza, vigor e inmenso orgullo, tanto que conspiraron contra los dioses: intentaron subir hasta el monte Olimpo para atacar a los dioses. Entonces Zeus y los demás dioses deliberaban sobre qué debían hacer con ellos y no encontraban solución. No podían matarlos ni fulminarlos con el rayo como a los gigantes, pues así se les habrían esfumado los honores y sacrificios que recibían de parte de los hombres. Tras pensarlo detenidamente dijo al fin Zeus: «Me parece que tengo el medio de cómo podrían seguir existiendo los hombres y, a la vez, cesar de su desenfreno haciéndolos más débiles. Ahora mismo, dijo, los cortaré en dos mitades a cada uno y de esta forma serán a la vez más débiles y más útiles para nosotros por ser más numerosos. Andarán rectos sobre dos piernas y si nos parece que to davía perduran en su insolencia y no quieren permanecer tranquilos de nuevo, dijo, los cortaré en dos mitades, de modo que caminarán dando saltos sobre una sola pierna».
Dicho esto, Zeus cortaba a cada individuo en dos mitades. Al que iba cortando ordenaba a Apolo que volviera su rostro y la mitad de su cuello en dirección del corte, para que el hombre, al ver su propia división, se hiciera más moderado, ordenándole también curar lo demás. Entonces, Apolo volvía el rostro y, juntando la piel de todas partes en lo que ahora se llama vientre, la ataba haciendo un agujero en medio del vientre, lo que llaman precisamente ombligo. Alisó las otras arrugas y modeló también el pecho con un instrumento parecido al de los zapateros. Pero dejó unas pocas en torno al vientre mismo y al ombligo, para que fueran un recuerdo del antiguo estado.
Así, pues, una vez que fue seccionada en dos la forma original, añorando cada uno su propia mitad se juntaba con ella y rodeándose con las manos y entrelazándose unos con otros, deseosos de unirse en una sola naturaleza, morían de hambre y de absoluta inacción, por no querer hacer nada separados unos de otros. Y cada vez que moría una de las mitades y quedaba la otra, la que quedaba buscaba otra y se enlazaba con ella, ya se tropezara con la mitad de una mujer entera, ya con la de un hombre, y así seguían muriendo.
Compadeciéndose entonces Zeus, inventó otro recurso: trasladó sus órganos genitales hacia la parte delantera, pues hasta entonces también estos los tenían por fuera y engendraban y parían los unos en los otros en la tierra. De esta forma cambió hacia la parte frontal sus órganos genitales y consiguió que mediante estos tuviera lugar la generación en ellos mismos, a través de lo masculino en lo femenino. Pero si se encontraba varón con varón, hubiera, al menos, satisfacción de su contacto, descansaran, volvieran a sus trabajos y se preocuparan de las demás cosas de la vida. Desde hace tanto tiempo, pues, el amor de los unos a los otros innato en los hombres. Por esta razón, precisamente, cada persona está buscando siempre quien fue antes su propia mitad. Así finalmente del andrógino nacieron cuatro tipos de personas: hombres que aman mujeres, mujeres que aman hombres, hombres que aman otros hombres y mujeres aman otras mujeres.

## Otros ejemplos de andrógino
En la mitología griega, Tiresias, quien había sido alternativamente varón y mujer, había conocido así los secretos del goce, por lo que pudo afirmar que la mujer gozaba nueve veces más que el varón.
Hermafrodito es otro ejemplo en la mitología griega: por intervención de los dioses, pasa a ser a la vez varón y mujer al combinarse con su pretendienta Salmacis.
En la India, el andrógino estaba representado por Shivá y su consorte Párvati, fundidos en un solo ser.
Una teoría judía del Talmud, del Midrash y el Zohar Jadash, refiere que el primer ser humano fue hermafrodita. Adán era varón y mujer a la vez. Dios tomó uno de sus lados para crear el amor, hendió verticalmente al ser bisexuado haciendo de uno un varón y del otro una mujer.